# General de División Cándido Aguilar
General de División Cándido Aguilar är en ort i Mexiko.   Den ligger i kommunen Uxpanapa och delstaten Veracruz, i den sydöstra delen av landet, 600 km öster om huvudstaden Mexico City. General de División Cándido Aguilar ligger 128 meter över havet och antalet invånare är 193.
Terrängen runt General de División Cándido Aguilar är platt åt nordost, men åt sydväst är den kuperad. Runt General de División Cándido Aguilar är det ganska glesbefolkat, med 29 invånare per kvadratkilometer. Närmaste större samhälle är San Francisco la Paz, 19,1 km söder om General de División Cándido Aguilar. Omgivningarna runt General de División Cándido Aguilar är en mosaik av jordbruksmark och naturlig växtlighet.